# 小行星2453
小行星2453（2453 Wabash）是一颗围绕太阳公转的小行星。1921年9月30日，卡爾·威廉·萊茵姆特在海德堡发现了此天体。
該小行星以美國計算機操作員鮑伯·沃肖（Bob Warshow）命名。
这颗小行星的绝对星等为341.1930220743828等。